# Кинг, Руфус
Руфус Кинг (англ. Rufus King; 24 марта 1755 — 29 апреля 1827) — американский политик, адвокат и дипломат, один из Отцов-основателей США, делегат от Массачусетса в Континентальном Конгрессе и на Филадельфийском конвенте 1787 года, где подписал Конституцию США. В 1789 году он стал первым (вместе с Филипом Скайлером) сенатором США от штата Нью-Йорк. Кинг стал одним из лидеров партии федералистов и последним кандидатом в президенты от этой партии на президентских выборах 1816 года.

## Биография
Родился на территории современного штата Мэн, был старшим сын зажиточного фермера и торговца. Окончил Гарвардский университет. Изучал право и адвокатское дело в Массачусетсе.
Известен как сильный оратор, один из первых борцов против рабства, избирался в конгресс штата Массачусетс и Континентальный конгресс. Был одним из самых молодых делегатов Филадельфийского конвента, одним из главных сторонников сильного федерального правительства. Его заметки о событиях на конвенте составляют ценный исторический материал.
В 1788 году переехал в Нью-Йорк, где принимал активное участие в политической жизни, несколько раз избирался в Сенат. В 1821—1822 годах был председателем сенатского Комитета по международным отношениям. Был директором Первого банка Соединённых Штатов и послом в Великобритании. Дважды баллотировался на пост вице-президента, один раз на президента, но все три раза потерпел поражение.